# Borggårdskrisen

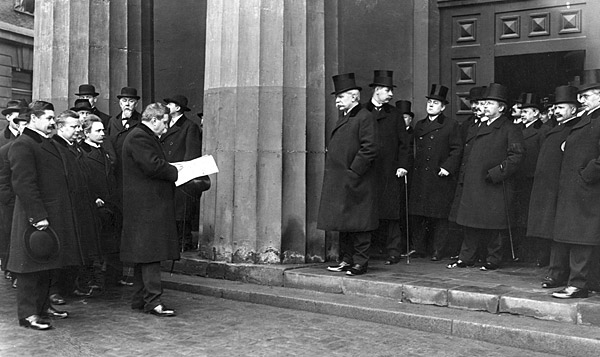
Karl Staaff fick stöd från socialdemokraterna under borggårdskrisen. Här står Staaff (närmast till höger om pelaren) framför sin ministär utanför Kanslihusets port och lyssnar till den socialdemokratiska oppositionens lojalitetsförklaring i samband med arbetartåget 8 februari 1914, två dagar efter bondetåget. Hjalmar Branting, med skrivelsen i hand, är socialdemokraternas partiledare och talesman.

Borggårdskrisen var en konstitutionell konflikt mellan Sveriges kung Gustaf V och den liberale/frisinnade statsministern Karl Staaff. 
Krisen har setts som kulmen på kampen mellan de kungavänliga konservativa och de krafter som verkade för parlamentarism. Den hade sin grund i olika syn på hur stora anslag försvaret skulle ha – Gustaf V förordade högre anslag än regeringen. Första världskriget utbröt i juli 1914, sex månader efter borggårdstalet, och enade partierna i försvarsfrågan.

## Bakgrund
1909 hade allmän och lika rösträtt för män införts i valen till riksdagens andra kammare, vilket innebar att antalet röstberättigade ökade markant till 1 miljon. Detta var något som de konservativa politiska krafterna såg som en hotfull utveckling och ville hejda. Rösträtten till första kammaren hade även den efter reformen 1909 vidgats – från 4 000 till 40 röster för de rikaste – men var fortfarande graderad, vilket ledde till att de konservativa fortsatte att styra första kammaren. Kung och konservativa hade i och med detta inte bara viljan utan även möjligheten att kunna bromsa utvecklingen mot en ökad demokrati och parlamentarism. 
Den liberale Karl Staaff bildade 1911 en liberal regering med stöd av Socialdemokraterna, inte minst på grund av att nya väljargrupper med liberala och socialdemokratiska sympatier fått möjlighet att rösta. Motsättningarna mellan höger och vänster var sedan tidigare mycket stora och i och med valet av Staaff som statsminister fördjupades motsättningarna ytterligare. En stor fråga som liberalerna hade drivit i sitt valprogram var att sänka försvarsutgifterna. År 1911 gick mer än hälften av statens budget till att finansiera försvaret, vilket kan jämföras med försvarets andel av statsbudgeten 2021 där 5,8 procent av utgifterna gick till försvaret. Högerregeringen under Arvid Lindman som föregick Staaffs regering hade beslutat om att bygga flera nya pansarbåtar för att utöka det svenska försvaret. I och med den liberala valsegern stoppades bygget av båtarna, något som ledde till stark kritik från konservativt håll. Den konservativa reaktionen omfattade högerpolitiker, de konservativa tidningarna, militären, kyrkan och nationalistiska opinionsbildare.
Ungkyrkorörelsen och de konservativa startade var sin privat pansarbåtsinsamling. Sven Hedins bok Ett varningsord gavs 1912 ut i miljonupplaga. Boken varnade för Ryssland och beskrev bland annat ohyggligheter under en tänkt rysk ockupation. Argumentationen från den kungavänliga sidan följde mönstret för den aggressiva nationalism som var ett gemensamt europeiskt fenomen under denna tid. Nere i Europa bidrog tidsandan till att sänka tröskeln för utbrottet av våld 1914. För Sveriges del innebar det en blandning av nationalromantik, vurm för Karl XII och rysskräck. Angreppen på Staaff var mycket hätska, från påståenden om landsförräderi till försäljning av askkoppar med Staaffs ansikte på.

## Bondetåget
Den 21 december 1913 gav Staaff efter och förespråkade, med bakgrund av den ökande internationella spänningen, i ett tal utbyggnad av flottan och satsningar på armén. Samma dag kom uppropet om ett bondetåg till stöd för försvaret. Kungens tal till de 30 000 bönderna (borggårdstalet, 6 februari 1914) var ett retoriskt mästerstycke i tidens anda skrivet av Sven Hedin med stöd av generalstabsofficeren Carl Bennedich. Kungen tog mer eller mindre avstånd från regeringen Staaff och hävdade samtidigt den personliga kungamakten, och därigenom rätten att uppträda som högste befälhavare. Samtiden misstänkte att talet författats av Verner von Heidenstam, vilket dock inte var korrekt (se nedan).   
I talet framgick att kungen krävde rätten att själv kunna diktera för folkförsamlingen vad som skulle beslutas i för honom viktiga frågor. Så hade han talat om "min armé" och "min flotta". Han hade heller inte låtit statsministern läsa talet i förväg. Socialdemokraterna svarade inom några dagar med ett så kallat arbetartåg, med cirka 40 000–50 000 deltagare, till stöd för den liberala regeringen, under parollen "Folkets vilja skall ensam bestämma i Sveriges land!"

### Regeringskris och efterspel

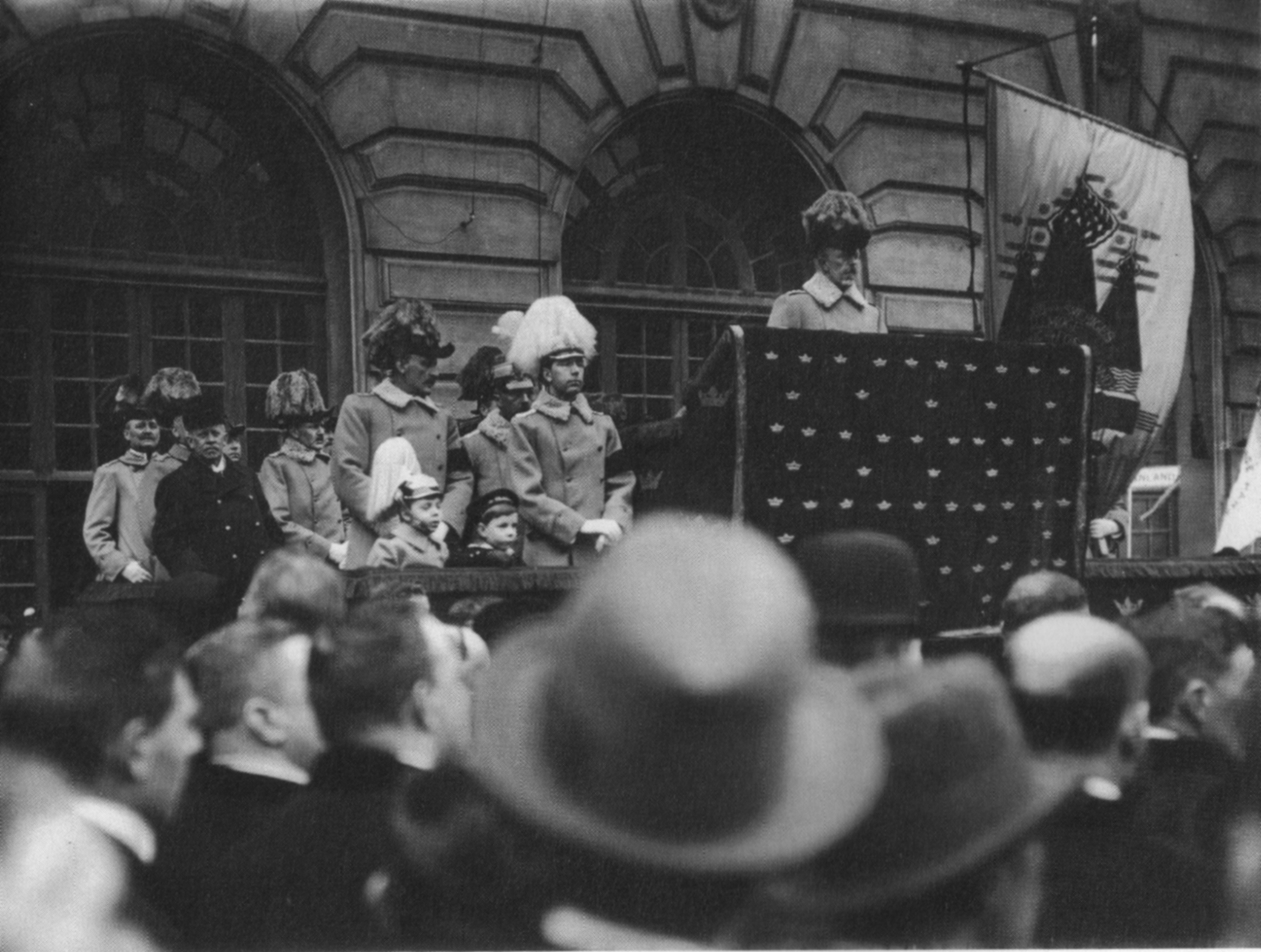
Gustaf V:s tal på borggården till Stockholms slott.

Kungens borggårdstal kunde utgöra en inskränkning av den makt som givits regeringen, vilket fick statsministern att kort därpå ställa ett antal frågor till honom:
- Vidhöll kungen vad han sagt i sitt tal, att försvarsfrågan måste lösas i överensstämmelse med militärens "oeftergivliga krav"? Det vill säga mot regeringens förslag.
- Hade kungen i något hänseende tagit hänsyn till någon fråga i den väntade försvarspropositionen innan regeringen fått tillfälle att presentera ärendet för honom?

Svaren var inte tillfredsställande för regeringen. Staaff gav då kungen ett förslag till kungligt uttalande som innebar en reträtt. Dessutom krävde Staaff att kungen i fortsättningen och i förväg skulle meddela statsministern eller ansvarig minister, när kungen uttalade sig i politiska frågor. Slutligen hotade regeringen med avgång om inte kungen kunde "lämna nådigt bifall till dessa önskningar". Dessa skriftväxlingar mellan kungen och Staaff var givetvis inte offentliga. Kungen svarade däremot offentligt, refererande till Staaffs propåer, som han ansåg oförskämda, och förklarade att han inte kunde gå med på denna ordning "då jag ej vill avhända mig rätten att fritt meddela mig med Sveriges folk" – ett svar som ställde den konstitutionella konflikten på sin spets och visade att kungen inte hade för avsikt att ge efter. 
Den liberala regeringen avgick som en konsekvens av detta den 10 februari. 
Det liberala partiets ledare i riksdagen ställde sig nästan mangrant solidariska med ministären och utfärdade ett manifest, som slog fast att den politiska striden nu hade kommit att gälla "en av grundvalarna för all demokratisk politik; den gäller svenska folkets självstyrelse". "De frisinnades första huvudfordran: ett parlamentariskt styrelsesätt, med landets regering grundad på folkrepresentationens förtroende, är således bragt i fara", skrev man.
De konservativa partiernas ledning fokuserade däremot i sitt manifest framför allt på det hotfulla utrikespolitiska läget, som föranlett andra folk att "underkasta sig de största personliga och ekonomiska offer för att än ytterligare höja sin värnkraft". Manifestet fortsatte: "Vårt folk har inför världslägets allvar ingen tid att förnöta på ofruktbara men uppslitande författningsstrider. Rikets liv kräver, att vår försvarsfråga avgöres nu, ofördröjligen och i ett sammanhang". Vad själva innebörden av den konstitutionella konflikten beträffar, ställde sig de konservativa på kungens ståndpunkt: att han inte kunde bifalla regeringens krav då det "skulle beröva honom en rätt, som varje svensk medborgare äger".
I det socialdemokratiska partiets manifest betecknades den konstitutionella konflikten som "en kamp för eller emot den personliga kungamakten i vårt land". "En hovkamarilla", hette det, "som bland sig räknar ökända uppviglare mot riksdagens makt över statslivet, har skjutit fram konungen till det inkonstitutionella steget att i rustningsfrågan proklamera en personlig politik." Detta innebar enligt partiet "ett återfall till det kungliga allenastyrandets ståndpunkt" och stod i strid med den djupaste innebörden av demokratins framryckning under de senaste årtiondena. Beträffande försvarsfrågan förespråkade Socialdemokraterna en nedsättning i stället för en ökning av försvarskostnaderna och de värnpliktigas övningstid. Här lades i stället huvudvikten vid samhällsreformer som främjade hela folkets materiella och kulturella utveckling, såsom varande "oundgängliga beståndsdelar av ett dugligt värn för vår självständighet och våra framtidsutsikter".
Kungen och hans inre krets av rådgivare, bland andra drottning Victoria, riksmarskalk Ludvig Douglas, Ernst Trygger och Sven Hedin hade tillfälligt segrat, men det visade sig att man gått för långt, till och med för riksdagshögern. Förberedelserna för en ny regering var undermåliga. Högerpartiet under Arvid Lindman hade inte velat avsätta regeringen på detta sätt även om högerpressen ivrigt stödde tåget. Det gick rykten om en statskupp, och liknande idéer dryftades mellan Hedin och Bennedich i deras brevväxling senare under 1914.
Efter en vecka efterträddes regeringen av en ämbetsmannaregering under akademikern Hjalmar Hammarskjöld. Denna "borggårdsregering" beslutade att genast upplösa den andra kammaren och utlysa nya val så att folket skulle få säga sitt om försvarsfrågan. I den konselj där dessa beslut fattades förklarade kungen till sist: "Jag vill vid detta tillfälle förklara, att varje önskan eller strävan i riktning av en personlig konungamakt varit, är och alltid skall bliva för mig främmande. Efter grundlagens bud och i dess anda har jag, trogen mitt valspråk, hittills utövat mitt konungsliga kall. Från min fasta föresats att allt framgent så göra kommer jag aldrig att vika."
Vid valen som följde på regeringens avgång polariserades väljarkåren. Liberalerna gick tillbaka medan högern och socialdemokraterna gick starkt framåt. Några år senare hade allmän och lika rösträtt segrat och parlamentarismen var genomförd. 
I regeringens program ingick en sammanhängande vinterutbildning för infanteriet med 250 dagars rekrytskola, plus fyra repetitionsövningar om sammanlagt 105 dagar. Flottan skulle förstärkas med ytterligare sju pansarbåtar av F-båtstypen samt kraftigare jagare och ubåtar. Det liberala programmet preciserades nu i fråga om infanteriets övningstid till att denna skulle ökas med 40 dagar. Regeringens program fick ett oväntat stort stöd, men fast motståndarna förlorade flera platser i riksdagen hade de ändå majoriteten till sitt förfogande.
Då utbröt i slutet av juli 1914 det stora världskriget. Nu var det klart för alla partier att det framför allt gällde att visa världen att hela Sveriges folk stod enigt kring beslutet att med all kraft försvara sig. Både det liberala och det socialdemokratiska partiets hövdingar medverkade nu till en lösning av försvarsfrågan som de förut ansett sig behöva bekämpa. Under intryck av den överhängande faran talade de manande ord om nationell samling till sina meningsfränder. Redan den 8 augusti kunde Staaff meddela Hammarskjöld att regeringens förslag om infanteriets övningstid numera kunde räkna med en sådan anslutning från det liberala partiet att det hade stöd av en majoritet i riksdagen. Även på övriga punkter godkändes regeringens förslag i allt väsentligt.

## Heidenstam och borggårdskrisen
Vem som skrivit kungens tal till bönderna var i många år en väl bevarad hemlighet, och det uppstod snabbt ett ihållande rykte att Verner von Heidenstam skulle ha stått bakom talet; detta upprepades i tidningar och böcker långt in på 1940-talet. 
Hedin avslöjade i sin bok Försvarsstriden 1912–14 (1951) att han och Bennedich (som avlidit 1939) varit författarna, och detta anses stämma även om det inte direkt bekräftas av andra källor. Hedin och Bennedich uppehöll en livlig brevväxling vid denna tid, delvis i konspiratorisk ton med täcknamn för personer etc. I samma bok hävdar Hedin att Heidenstam skrev ett annat, kortare tal som kungen höll till uppvaktande studenter, också på slottets borggård, och att detta tal skulle ha granskats av Ernst Trygger, kungens tyngste bundsförvant i riksdagen och den han väntades erbjuda att bilda regering. Talet hölls den 11 februari, dagen efter att regeringen Staaff hade avgått. Uppgiften har uppmärksammats av Jan Stenkvist och Leif Kihlberg. Hedin är, som Stenkvist påpekar, inte alltid trovärdig, men han uppgav att han fått veta detta inte av Heidenstam, god vän sedan 1911, utan av riksdagsmannen och historikern Karl Hildebrand, som i sin tur skulle ha fått uppgiften från Gustaf V själv. Det finns indicier på att både denna kedja av källor och själva sakuppgifterna stämmer och det är i så fall det enda tillfälle vi känner till då Heidenstam direkt samarbetade med kungaparet och en ledande person inom den högerradikala gruppen i riksdagen i en politisk fråga – Hedin var ju inte riksdagspolitiker. Borggårdskrisen och hela året 1914 är också den tid då Heidenstam kom närmast att göra direkta nationellt konservativa ställningstaganden inom den praktiska politiken och i författningsfrågor; hans offentliga uttalanden i politiska frågor var annars retoriskt effektfulla men konturlösa i sin konkreta innebörd.